# 劉白羽
劉 白羽（りゅうはくう、1916年9月28日－2005年8月24日）は、中華人民共和国の小説家。代表作に小説『第二個太陽』。中華全国文芸界抗敵協会延安分会党支部書記、重慶『新華日報』副刊部主任、北平軍事調停執行部記者、新華社総社軍事特派記者、中国作家協会党組書記、中国作家協会副主席、中国作家協会書記処書記、中華人民共和国文化部副部長、中国人民解放軍総政治部文化部部長、顧問、『人民文学』主编を歴任する。第八回党大会代表や全国人民代表大会（全人代)代表、第七回中国人民政治協商会議（政協）全国委員。

## 略歴
原籍は山東省濰坊市青州市で、1916年9月28日に京兆地方通県（現：北京市通州区）に生まれた。北平市第一中学卒業。
1934年に北平民国大学中文系に入学した。
1936年3月、処女作『冰天』は『文学』月刊掲載された。
1938年の春、彼は延安に移住する。5月、文芸工作団に入団、毛沢東の親しい会見を受け、また延安文芸座談会に参加した。12月、中国共産党に入党。
1939年、彼は太行山に移住する。『朱德将軍伝』を発表。
1940年、延安に帰り。散文特写『八路軍七将領』（王余杞合著）『游擊中間』『竜煙村紀事』等を発表。
1944年、彼は重慶市に移住する。『新華日報』の副刊担当編輯となった。
1946年初、彼は北平軍事調停執行部担当記者。その後、彼は東北の戦場で新華社の従軍記者を務めた。従軍記者として東北戦場、華北戦場転戦。
1950年、『中国人民的勝利』の編制担当、スターリン文芸賞金を受賞。
文化大革命の時、邵麟、黄秋耘、陳白塵などとともに、北京市内の作協宿舎に軟禁状態となり、「走資派」として「衝撃」される日々を送る。文革後、中国作家協会副主席など多くの要職に復帰した。
1951年-1953年、朝鮮戦争の時、抗米援朝戦争では朝鮮に二度行っている。
2005年8月24日午後2点、病気のため北京市の301医院で死去。88歳没。

## 作品

### 長篇小説
- 『風風雨雨太平洋』
- 『第二个太陽』

### 散文集
- 『紅瑪瑙集』
- 『風霜集』
- 『海天集』
- 『秋陽集』
- 『臘葉集』

### 小説集
- 『草原上』
- 『蘭河上』
- 『五台山下』
- 『太陽』
- 『幸福』
- 『揚着灰塵的道路上』
- 『晨光集』
- 『火光在前』
- 『无敵三勇士』
- 『政治委員』

### 報告文学集
- 『劉白羽東北通訊集』
- 『環行東北』

### 散文
- 『長江三日』
- 『日出』

### 特写
- 『熊熊的火焰——无脚拖拉機李来財的故事』
- 『晨光集』

### 通訊
- 『歴史的風暴雨』
- 『為祖国而戦』
- 『延安生活』
- 『游擊中間』
- 『環東北行』
- 『英雄的記録』
- 『朝鮮在戦火中前進』
- 『対和平宣誓』

### 映画劇本
- 『中国人民的勝利』
- 『偉大的戦斗』

### 回憶録
- 『心霊的歴程』

## 受賞
映画劇本『中国人民的勝利』、1950年スターリン文芸賞金一等賞。
散文『芳草集』、1989年中国作家協会優秀散文賞。
長篇小説『第二個太陽』、1991年第三回茅盾文学賞；1986年—1994年度炎黄杯人民文学賞。
回憶録『心霊的歴程』、1995年優秀伝記文学賞。